# Aspitates geholaria
Aspitates geholaria är en fjärilsart som beskrevs av Charles Oberthür 1887. Aspitates geholaria ingår i släktet Aspitates och familjen mätare. Inga underarter finns listade i Catalogue of Life.